# Cleonice keteli
Cleonice keteli là một loài ruồi trong họ Tachinidae.